# فاستر-میلر
فاستر-میلر (انگلیسی: Foster-Miller) شرکت هوافضای آمریکایی است، که در سال ۱۹۵۶ تأسیس شد.